# ピアソン桐原
株式会社ピアソン桐原（ピアソンきりはら、英:Pearson Kirihara K.K.）は、日本の出版社である桐原書店がピアソンの子会社時代の一時期に名乗っていた社名である。現存している「桐原書店」と同一法人であるが、ここでは株式会社ピアソン・エデュケーションとの合併からグループ離脱までの企業活動について記述する。ピアソン・エデュケーションとの合併以前、及び独立後の当該企業については桐原書店を参照のこと。

## 概要
2010年8月31日に、株式会社ピアソン・エデュケーションと株式会社桐原書店が合併して誕生した（存続会社は、桐原書店）。ブランド名として、桐原書店、ピアソン・ロングマンを使用している。
桐原ブランドでは、桐原書店時代から高校の外国語科の検定教科書に強みを持っていた。また、高校国語科・公民科の検定教科書も発行していた。なお、文部科学省検定済教科書発行者番号は、桐原書店からそのまま継承した212。
2013年8月1日付でピアソングループから独立し、社名を元の「株式会社桐原書店」に戻した。なお桐原書店が引き継ぐのは高等学校向け出版事業および小論文添削事業、ピアソンの英語版書籍の輸入代理業務等にとどまり、旧ピアソン・エデュケーション系の技術書並びに翻訳等の業務からは撤退。結局技術書並びに翻訳書については丸善出版が業務を引き継いでいる。